# Франц Бопп
Франц Бопп (нім. Franz Bopp; *14 вересня 1791 — †23 жовтня 1867) — німецький мовознавець-санскритолог, один з основоположників порівняльно-історичного мовознавства. Професор Берлінського університету (з 1821). Вперше довів історичну спорідненість індоєвропейських мов.
Головна праця: «Порівняльна граматика санскритської, зендської, вірменської, грецької, латинської, литовської, старослов'янської, готської і німецької мов» (6 чч., 1833—52).